# Nadine Warmuth
Nadine Warmuth (Berlín, Alemania, 11 de abril de 1982) es una actriz alemana.  

## Biografía
Se entrenó en la escuela de teatro "Der Kreis", en Berlín.
En el 2008 comenzó a salir con el productor Martin Bachmann, pero la relación terminó en el 2011.
En el 2013 Nadie dio a luz a su primer hijo.

## Carrera
En el 2004 se unió al elenco de la serie Hinter Gittern - Der Frauenknast donde dio vida a Antje "Ginger" Stenzel hasta el 2010.
En el 2010 dio vida a Sabrina Wellington en el episodio "Wohin du auch gehst" de la serie Rosamunde Pilcher, más tarde en el 2012 volvió a aparecer en la serie ahora interpretando a Sabrina Jones en el episodio "Die falsche Nonne".
En el 2011 interpretó a Giulia en un episodio de la popular serie alemana Alarm für Cobra 11 - Die Autobahnpolizei, anteriormente había aparecido por primera vez en la serie en el 2008 donde dio vida a Anja Honig durante el episodio "Totalverlust".
En el 2013 apareció como invitada en un episodio de la serie Crossing Lines donde interpretó a Katya, una directora de una escuela que ayuda a dos criminales a secuestrar estudiantes para cobrar su rescate.
Ese mismo año se unió al elenco de la serie Sturm der Liebe donde interpreta a Patrizia Dietrich, hasta ahora.

## Filmografía[2]

### Series de Televisión
| Año             | Título                                   | Personaje              | Notas                               |
| --------------- | ---------------------------------------- | ---------------------- | ----------------------------------- |
| 2013 - presente | Sturm der Liebe                          | Patrizia Dietrich      | 50 episodios                        |
| 2013            | Crossing Lines                           | Katya                  | 2 episodios                         |
| 2012            | Der Cop und der Snob                     | Viktoria Maschmann     | episodio "Unter die Haube gekommen" |
| 2012            | Rosamunde Pilcher                        | Sabrina Jones          | episodio "Die falsche Nonne"        |
| 2011            | Alarm für Cobra 11 - Die Autobahnpolizei | Giulia                 | episodio "Familienangelegenheiten"  |
| 2004 - 2010     | Hinter Gittern - Der Frauenknast         | Antje "Ginger" Stenzel | 68 episodios                        |
| 2009            | Alisa - Folge deinem Herzen              | Ellen Burg             | 14 episodios                        |
| 2008            | Unschuldig                               | Anja Schmitz           | episodio "Kunstfehler"              |
| 2008            | SOKO Leipzig                             | Tänzerin               | episodio "Der Kunde"                |
| 2007            | In aller Freundschaft                    | Ann-Kathrin Seidel     | episodio "Zu neuen Ufern"           |

### Películas
| Año  | Título              | Personaje | Notas                                                                                      |
| ---- | ------------------- | --------- | ------------------------------------------------------------------------------------------ |
| 2012 | Schatzi             | -         | corto - junto a Leo Danisch, Eva Kessler & Hubertus Regout                                 |
| 2007 | From Up Till Down   | Mujer     | corto                                                                                      |
| 2004 | Kleinruppin forever | Julia     | junto a Tobias Schenke, Anna Brüggemann, Michael Gwisdek, Tino Mewes & Tobias Kasimirowicz |

### Teatro
| Año | Título              | Personaje                      |
| --- | ------------------- | ------------------------------ |
| -   | Baden gehen         | Jessica                        |
| -   | Eins auf die Fresse | Minnie                         |
| -   | Bella, Boss & Bulli | Bella                          |
| -   | Melodys Ring        | Marie / Tina / Bayerin / Mandy |
| -   | Raus aus Åmål       | Elin                           |